# Christophe Darbellay
Christophe Darbellay (nacido el 7 de marzo de 1971) es un político suizo, miembro del Consejo de los Estados desde 2017, del Consejo Nacional Suizo desde 2003 hasta 2015, y Presidente del Partido Demócrata Cristiano Suizo (PDCS) desde el 2 de septiembre de 2006 hasta el 26 de abril de 2016.

## Funciones políticas
Christophe Darby comenzó su carrera política en el Partido Social Cristiano (PSC) en la sección de Valais. se postuló para un cargo político en sus listas electorales en diversas ocasiones. Se unió al CVP 2003 y desde 2003 hasta 2015 fue miembro del Consejo Nacional, y desde 2006 hasta 2016 fue Presidente nacional del CVP. Desde 2017 es miembro del Consejo de los Estados en representación de Valais.

## Vida
Después de completar con éxito sus estudios de ciencias agrícolas en la ETH Zúrich, Darbellay trabajó primero en Berna y Lausana en el sector privado antes de asumir como Vicedirector de la Oficina Federal de Agricultura en Berna. En 2003, fue - siendo entonces el más joven miembro de su grupo - elegido para el Consejo Nacional. Desde 2004 es director general de la Sociedad Suiza de Veterinarios. Después de la elección de la presidenta del CVP Doris Leuthard al Consejo Federal, su partido lo eligió el 2 de septiembre de 2006 como su sucesor.

## Posiciones políticas
Más recientemente, Darbellay hace mucho más por las cuestiones ecológicas. Hace un llamamiento para la reducción de las emisiones de efecto invernadero e invertir en energías renovables. En la política económica, marca la distancia con el neoliberalismo y defiende la intervención del Estado en la economía.

## Vida privada
Darbellay está casado, tiene un hijo y vive en Martigny-Combe.